# Gülleverschlauchung

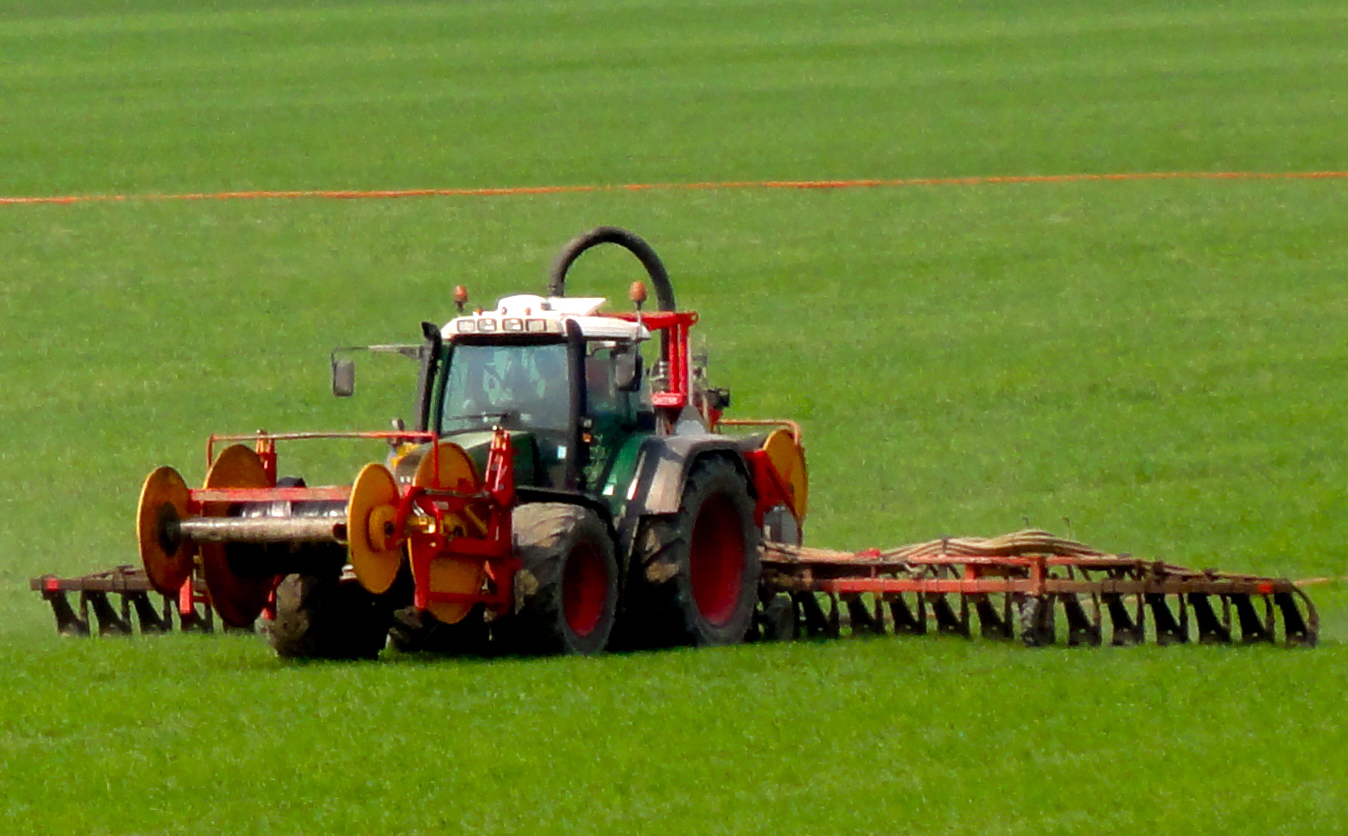
Gülleverschlauchung in den Niederlanden: Traktor mit Schlauchhaspeln und Exaktverteiler

Gülleverschlauchung nennt sich ein Verfahren, bei dem die Gülle kontinuierlich vom Feldrand per Schlauch zu einem Verteiler gepumpt wird.
Gülleverschlauchung ist eine Alternative zu der Standardausbringung mithilfe eines Güllefasses.
Bei der Verschlauchung wird vom Zubringerfahrzeug aus, ein mehrere hundert Meter langer Schlauch auf dem Feld verlegt. Ein Traktor mit angebautem Gülleverteiler schleift den Gülleschlauch nun im Zick-Zack über den Acker und injiziert die Gülle in den Boden. Folglich wird kein Tank über den verdichtungsempfindlichen Acker transportiert. Bei zusammenhängenden, arrondierten Flächen sind durch das kontinuierliche Arbeiten hohe Flächenleistungen möglich. Für kleinere Flächen eignet sich das Verfahren weniger, da der Schlauch nach der Arbeit wieder entleert und für den Transport aufgerollt werden muss. Große Vorteile ergeben sich, wenn die Gülle direkt vom Güllekeller aus auf das benachbarte Feld gepumpt wird.

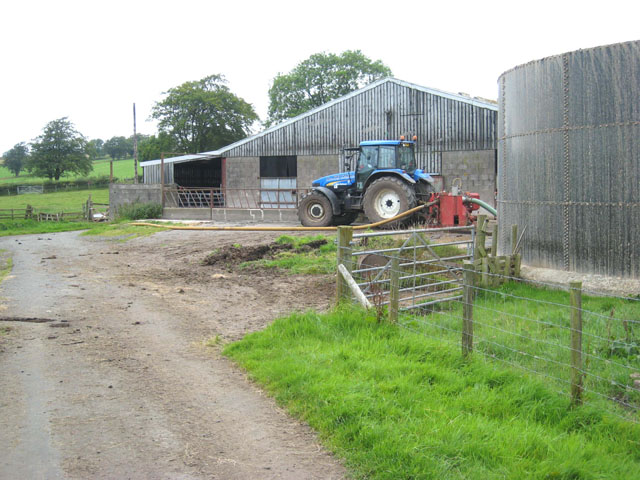
Pumpstation neben Güllebehälter
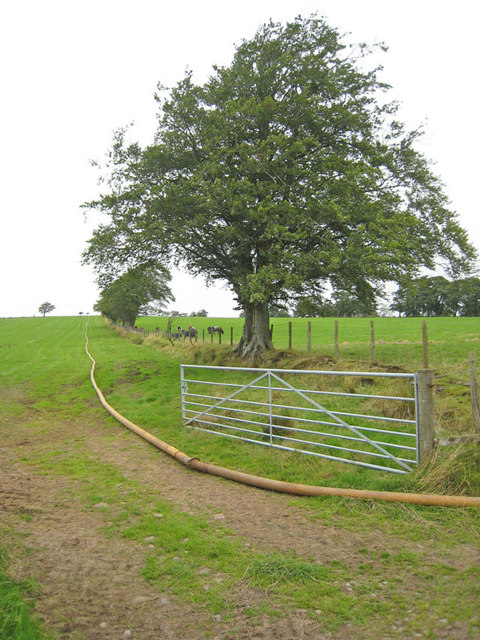
Die Gülle wird oft mehrere hundert Meter bis zum Feld gepumpt.
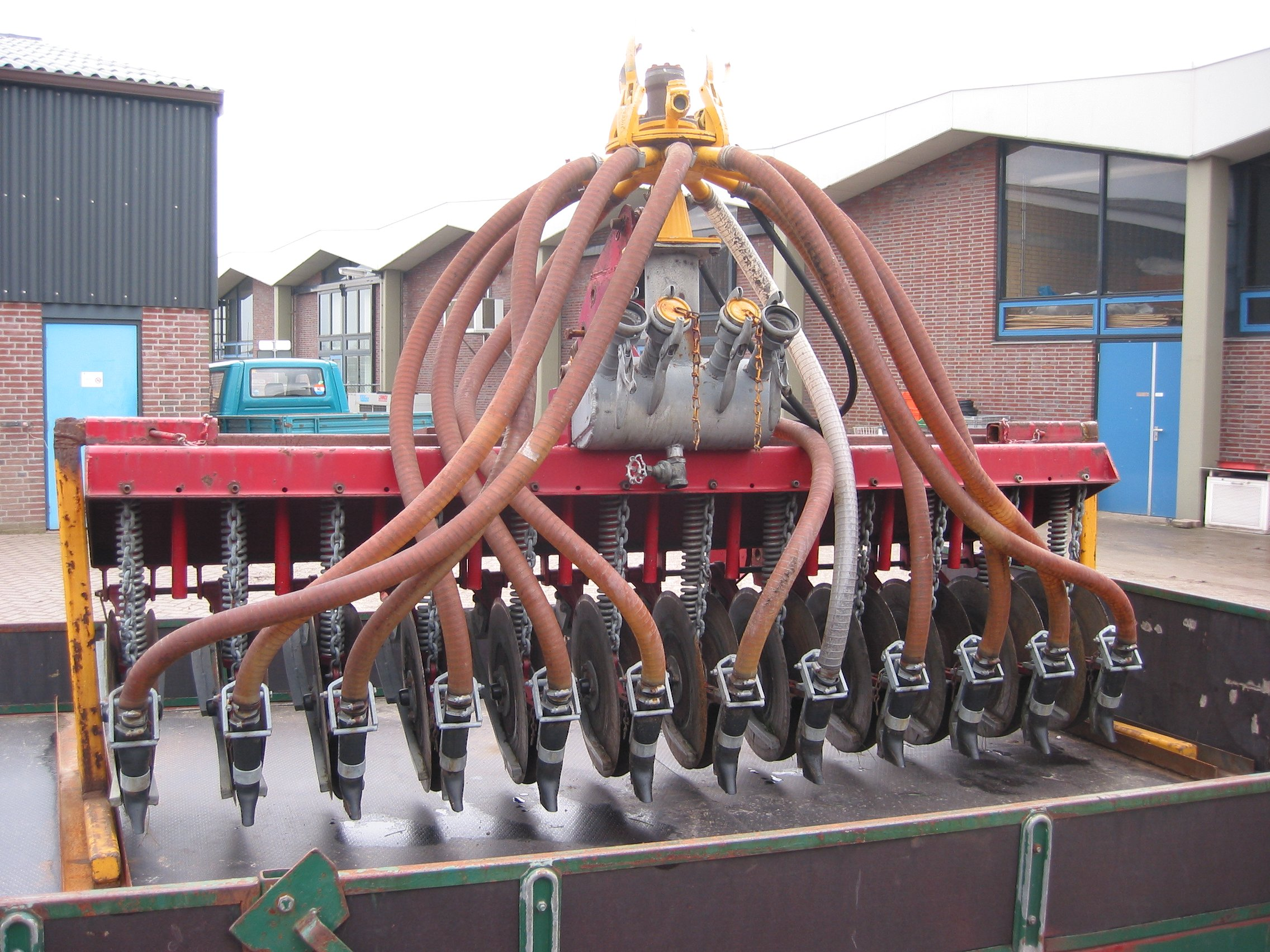
Solch ein Verteiler kann an ein Güllefass gebaut werden oder nach kleiner Umrüstung als Verteiler für die Gülleverschlauchung eingesetzt werden.

Seit 2024 existiert in der Schweiz ein Schleppschlauch-Obligatorium.